# Bolgárcserged

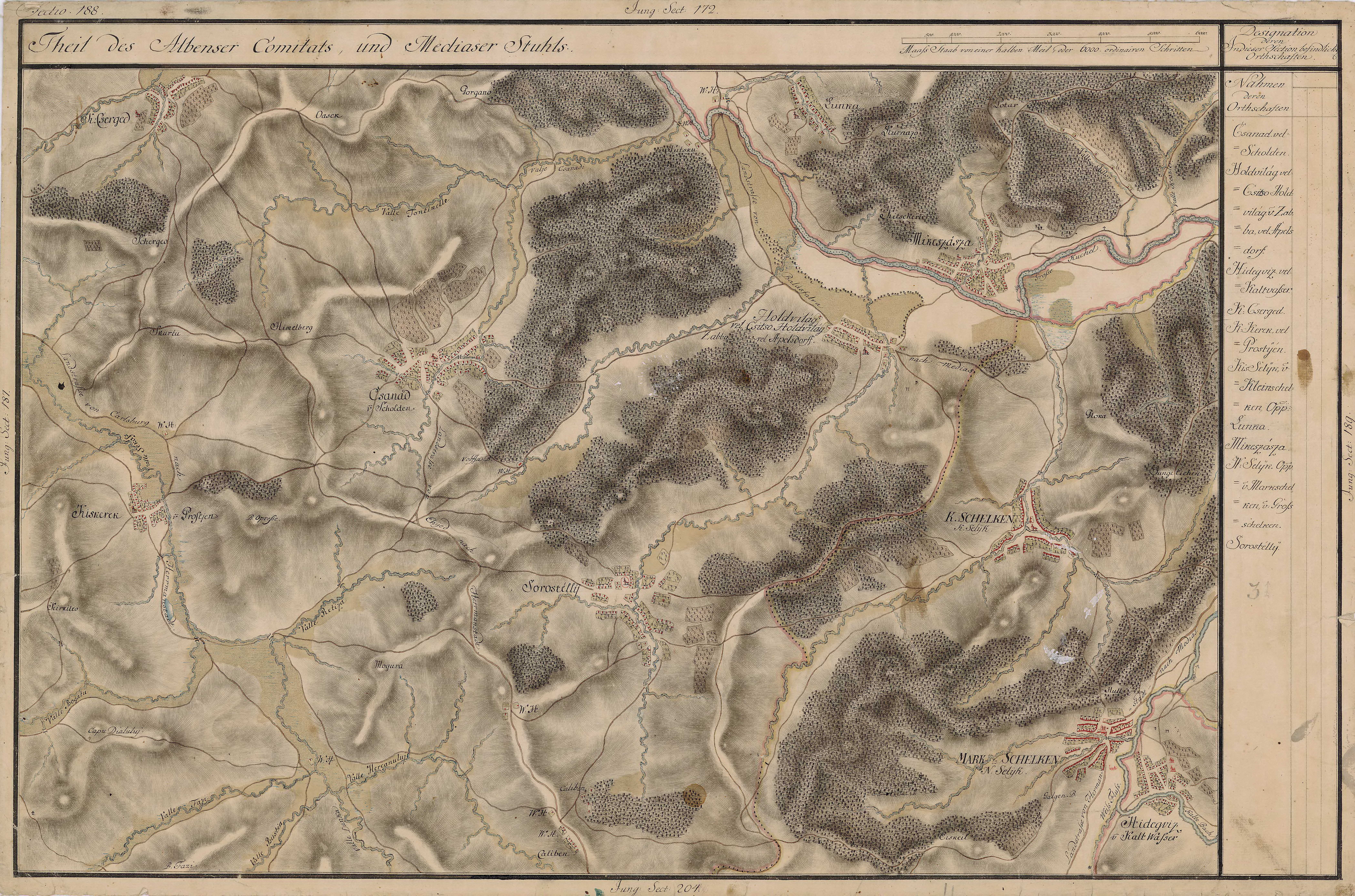
Kiscserged környéke 1769-1773 között

Bolgárcserged, 1911-ig Kiscserged (románul Cergău Mic, népiesen Cergău Șcheiesc, németül Kleinschergied, szászul Schergit) falu Romániában, Erdélyben, Fehér megyében. Közigazgatásilag Cserged községhez tartozik.

## Fekvése
Balázsfalvától D–DK-i irányban, kb. 12 km-re található.

## Története

### Nevének eredete
Magyar és román nevét is a közelében futó patakról kapta (1302-ben Chergeud). 1303-ban már Bolgarchergewd alakban fordul elő, 1625-től Kiscserged. A 20. század eleji helységnévrendezés során a másik, Kis-Küküllő vármegyei Kiscsergedtől való megkülönböztetésül változtatták meg nevét a középkori formára.

### Bolgárok
A falut katolikus bolgárok alapították a 13. század végén, akik talán Vidin környékéről menekültek 1290 után. A falu a 15. század elejéig Diód várbirtokához tartozott. A reformáció idején lakói evangélikus (lutheránus) hitre tértek. A 15–19. században – egyedülálló módon – evangélikus anyaegyház bolgár nyelvű liturgiával. A bolgárok viseletükben és betelepülésük után kialakult családnévrendszerükben nem különültek el a környező románoktól. Fennmaradt Andreas Mathesius nevű lelkészük emlékirata 1647-ben, amelyben a közösséggel támadt viszályát magyarázva leírja a kiscsergediek által gyakorolt, általa babonaként elutasított népszokásokat. Keleti rítusúak csak a 19. század elejétől, kezdetben Nagycsergedről költöztek a faluba. Az 1848-at megelőző évtizedekben a közösség nyelvcserén ment át és román nyelvűvé vált.

### 20. század
A századelőn a Ljubomir Miletics bolgár folklorista által meglátogatott evangélikus istentiszteleten a lelkész németül és románul, a hívek románul imádkoztak, az énekeket pedig a hagyományos bolgár szöveggel énekelték. Az 1920-as években már gyakoriakká váltak az evangélikusok és görögkatolikusok közötti vegyes házasságok és szaporodtak az áttérések a görögkatolikus hitre. 1945-ben az evangélikus egyházközség megszűnt és a templommal együtt beleolvadt a görögkatolikus egyházba. 1948-ban a parókiát az ortodox egyház sajátította ki.

## Lakossága
1900-ban 690 lakosából anyanyelv szerint 649 román, 33 német és 13 magyar, felekezet szerint 432 evangélikus és 252 görögkatolikus. A lakosság 25%-a tudott írni–olvasni és 3%-a beszélt magyarul. (Ekkor Alsófehér vármegyéhez tartozott.)

2002-ben 370 román lakosa volt, 309 ortodox és 61 baptista vallású.